# 耿臨
耿臨，東漢玄菟郡太守。

## 生平
根据《後漢書》与《三国史记》记载，他曾派兵攻打高句麗，一次是公元169年，还有一次不见于三國史記以外的史书是于172年。根据后汉书与三國史記第一次耿临获胜高句麗乞降，而第二次按三國史記记载耿临大败。